# Невен
Невен, жутељ, прстенчац, зимород, огњац или вртелни невен (лат. Calendula officinalis) је биљка из породице главочика (Asteraceae).

## Опис биљке
Стабло невена је усправно, гранато и избраздано. Висине је до 50 центиметара и покривено је кратким и чврстим длачицама. Облик листова се разликује у зависности од њиховог положаја: горњи су дугуљасти или копљасти, средњи су обрнуто јајасти и обухватају стабло, а доњи су са крилатом дршком. Цветови су сакупљени у главичасте, наранџастожуте, крупне цвасти. Периферију цвасти граде језичасти цветови наслагани у 2-3 реда, а средину цевасти цветови. Омотач цвасти граде узани, зелени, лепљиви и длакама покривени листићи. Цвасти миришу јако и отужно.
Зависно од регије, невен цвета од раног пролећа до касне јесени. У приморским и топлим крајевима може цветати током целе године. 

## Хемијски састав
Као дрога се користе цветови који садрже етарско уље, танине, шећере, ликопен (који је изузетно добар антиоксиданс и штити од рака грлића материце), протеине, пигменте каротеноиде (дају боју цветовима), календулин, минерале (калијум, сумпор и др), горке супстанце, супстанце киселог карактера (волоксантин, цитроксантин, рубиксантин, флавоксантин), смоле, органске киселине (јабучна, салицилна) и др. 

## Употреба
Невен има врло широку примену. Употребљава се у облику чаја, као додатак салатама и другим јелима, а споља у облику уља, масти, облога или чајева за испирање. Такође се користи и као природна боја у индустрији хране и козметици. Листови се могу јести свежи као додатак салатама јер су богати витаминима и минералима и по саставу слични маслачку. Свеже цветне латице исто могу бити додатак салатама, док осушене имају снажнији и концентрисанији укус и могу се користити као зачин у супама и колачима. Латице садрже и значајне количине витамина А и Ц и користе се за добијање јестиве боје која се користи у индустрији хране. Боја се користи и у козметичке сврхе и то за справљање боја за косу. Семе невена садржи до 37% протеина и до 46% масноћа, али нема података да се користи у исхрани.

## Употреба у народној медицини
Невен се више користи у народној него у савременој медицини. Препоручује се за чишћење и испирање рана, чирева и опекотина. Користи се и за лечење желуца, проблема са цревима и у жучној кесици. Невенова крема се користи за спољашњу употребу код рана, чирева, осипа и отечених жлезда. Невенова маст са козјим путером по народној медицини лечи злоћудне чиреве и отекла места, гнојне ране које тешко зарастају. Облоге од млаког невеновог чаја побољшавају вид. Према литератури руске народне медицине, чај од цвета невена користи се код крварења из материце и за болести јетре, слезине, проблема у желуцу и рахитиса.

## Лековито дејство
Невен делује антисептично и антибактеријски па је врло ефикасан против различитих запаљења, гљивичних инфекција, а најновија истраживања наговештавају да је користан у борби против ХИВ (вирус изазивач СИДА-е). Користан је за уклањање токсина (отрова) који прате различите хроничне инфекције, грозничава стања, кожне болести као што су екцеми и акне. Добар је као средство за умирење грчева, против астме, кашља, лупања срца и несанице. Од давнина се у народној медицини користи за залечење рана, убоја, озеблина, чирева, брадавица, курјих очију и др. Хладан чај од невена се употребљава за испирање очију код конјуктивитиса или десни после вађења зуба. Због благог естрогенског дејства (естроген - женски полни хормон) користи се за успостављање редовног менструалног циклуса и умањења менструалних болова код младих девојака или жена у климаксу.